# Ratselet
Ratselet är en sjö i Sorsele kommun i Lappland och ingår i Umeälvens huvudavrinningsområde. Sjön har en area på 0,408 kvadratkilometer och ligger 295,1 meter över havet. Sjön avvattnas av vattendraget Gargån.

## Delavrinningsområde
Ratselet ingår i det delavrinningsområde (725159-159885) som SMHI kallar för Ovan Näresbäcken. Medelhöjden är 365 meter över havet och ytan är 35,65 kvadratkilometer. Räknas de 47 avrinningsområdena uppströms in blir den ackumulerade arean 550,62 kvadratkilometer. Gargån som avvattnar avrinningsområdet har biflödesordning 3, vilket innebär att vattnet flödar genom totalt 3 vattendrag innan det når havet efter 267 kilometer. Avrinningsområdet består mestadels av skog (81 procent). Avrinningsområdet har 0,74 kvadratkilometer vattenytor vilket ger det en sjöprocent på 2,1 procent.